# Boronia quadrilata
Boronia quadrilata är en vinruteväxtart som beskrevs av M. F. Duretto. Boronia quadrilata ingår i släktet Boronia och familjen vinruteväxter. Inga underarter finns listade i Catalogue of Life.